# Арнолд (Калифорнија)
Арнолд (енгл. Arnold) насељено је место без административног статуса у америчкој савезној држави Калифорнија.

## Демографија
По попису из 2010. године број становника је 3.843, што је 375 (-8,9%) становника мање него 2000. године.
| Група             | 2000.         | 2010.         |
| Белци             | 3.915 (92,8%) | 3.428 (89,2%) |
| Афроамериканци    | 10 (0,2%)     | 20 (0,5%)     |
| Азијати           | 21 (0,5%)     | 46 (1,2%)     |
| Хиспаноамериканци | 141 (3,3%)    | 259 (6,7%)    |
| Укупно            | 4.218         | 3.843         |